# Daniel Sambursky

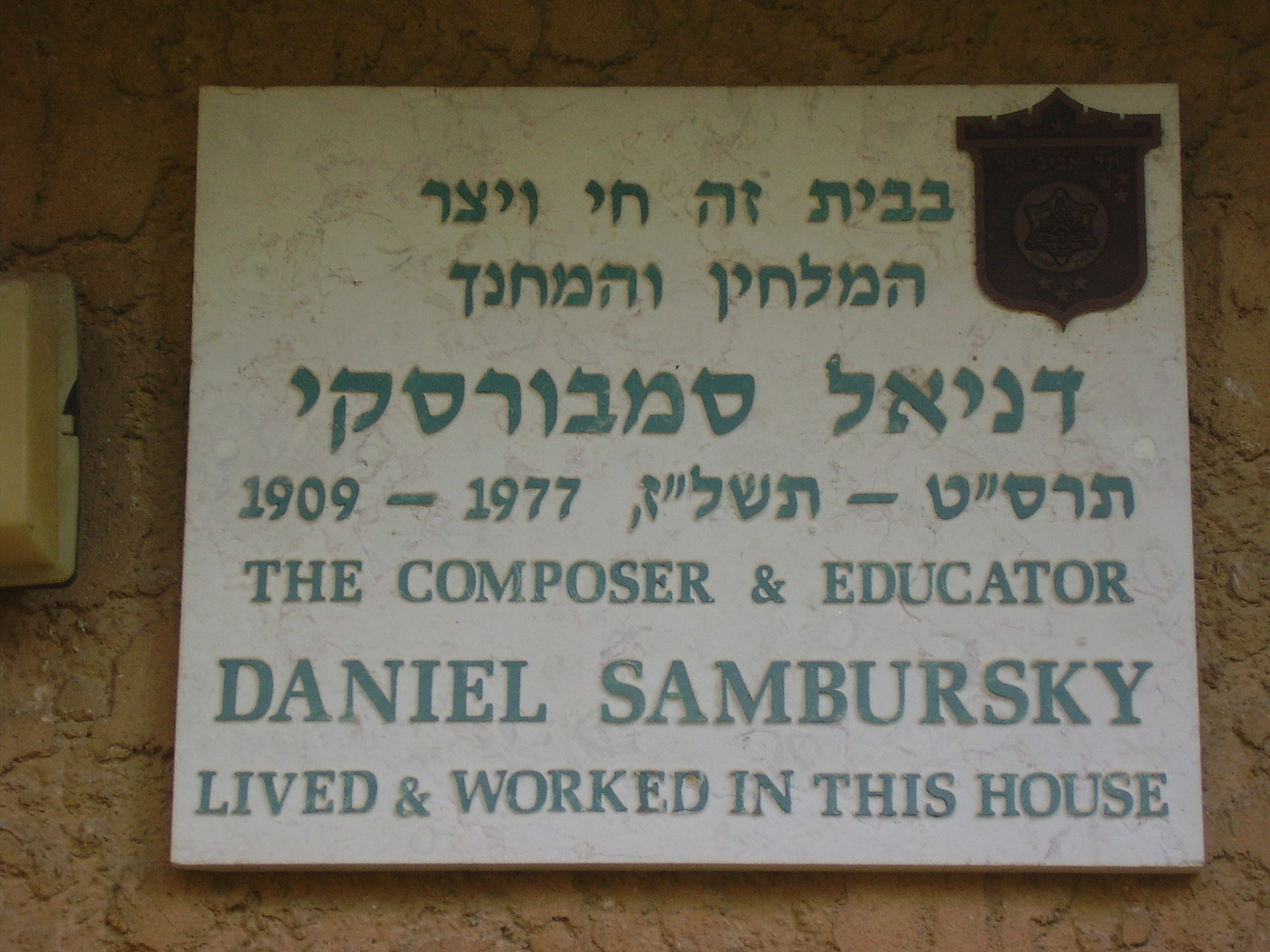
Gedenktafel am Wohnhaus von Daniel Sambursky in Tel Aviv

Daniel Sambursky (hebräisch דניאל סמבורסקי; geboren am 4. Juni 1909 in Königsberg (Preußen); gestorben am 3. Oktober 1977 in Tel Aviv) war ein deutsch-israelischer Komponist.

## Leben
Daniel Sambursky war der jüngere Sohn des Kaufmanns Menachem Emanuel Sambursky (1866–1934), der für die hebräische Zeitung Ha-Zefira schrieb, und der Selma Kabak (1873–1930). Die Eltern waren aus dem Zarenreich nach Königsberg ausgewandert. Sein Bruder Shmuel Sambursky wurde Physiker. Im Jahr 1923 zog die Familie in den Freistaat Danzig.
Daniel Sambursky studierte Musik am Konservatorium Danzig und begann ein Medizinstudium an der Berliner Universität. In Berlin wurde das politische Engagement Hanns Eislers für die proletarische Revolution zu einer Richtschnur Samburskys. Anfang der dreißiger Jahre schloss er sich in der deutschen Hauptstadt der linkszionistischen Gruppe Barak an.
Im Februar 1933 war er in Zürich für die Musik zu Sally Levins Theaterstück Die einzige Lösung engagiert und beschloss, nicht mehr ins nationalsozialistische Deutschland zurückzukehren. Er emigrierte nach Palästina und war dort bis 1948 als Musiklehrer an Gymnasien in Tel Aviv tätig. 1935 heiratete er Hermona Shamoni, mit der er ein Kind hat.
Er komponierte zahlreiche Liedmelodien, unter anderem für die Hagana-Einheit FO’SH, nach Texten von Nathan Alterman, Jizchak Schenhar, Levin Kipnis und Chaim Nachman Bialik. Nach der Errichtung des Staates Israel war Sambursky weiterhin als Musiklehrer tätig und organisierte die landesweit ersten gemeinschaftlichen Singveranstaltungen, in Israel Schira beZibbur (hebräisch שירה בציבור ‚Singen in der Öffentlichkeit‘) genannt. Viele seiner Lieder sind populär geworden, darunter Schir haʿEmeq von 1934 (hebräisch שיר העמק ‚Lied des Tales‘, gemeint ist die Jesreelebene, Text: Nathan Alterman). Dieses Lied, mit den Anfangsworten Baʾa Mnucha (hebräisch באה מנוחה ליגע), gelangte als Gehe ein in deinen Frieden in das Evangelische Gesangbuch (Nr. 489).
Sambursky starb 1977 in Tel Aviv und wurde auf dem Friedhof Qiryat Schaʾul begraben. Im Tel Aviver Stadtviertel Asorei Chen wurde eine Straße nach Daniel Sambursky benannt.